# 헨리 젠킨스
헨리 가이 젠킨스 3세(Henry Guy Jenkins III, 1958년 6월 4일 ~ )는 미국의 미디어학자로, 서던캘리포니아 대학교 교수이다. 매사추세츠 공과대학교 비교미디어연구 프로그램 교수였으며, 제니맥스 미디어의 기술자문위원, 2013년 피버디상 선정위원이었다. 조지아 주립 대학교에서 정치과학과 언론학으로 학사, 아이오와 대학교에서 커뮤니케이션학으로 석사, 위스콘신 대학교 매디슨에서 커뮤니케이션학으로 박사를 받았다. 주요 저서로 《컨버전스 컬처》(Convergence Culture: Where Old and New Media Collide, 2006), 《팬, 블로거, 게이머: 참여문화에 대한 탐색》(Fans, Bloggers, and Gamers: Exploring Participatory Culture, 2006), 《Any Media Necessary: The New Youth Activism》(2016) 등이 있다.

## 같이 보기
- 비판 이론
- 디지털 아트
- 대중 매체의 영향
- 뉴 미디어
- 트랜스미디어 스토리텔링